# Victor Bobsin
Victor Bobsin Pereira (Osório, 12 gennaio 2000) è un calciatore brasiliano, centrocampista del Daejeon Hana Citizen.

## Caratteristiche tecniche
È un centrocampista difensivo.

## Carriera

### Club
Cresciuto nel settore giovanile del Grêmio, debutta in prima squadra il 23 marzo 2021 in occasione dell'incontro del Campionato Gaúcho pareggiato 1-1 contro il São José-RS. Nella stagione 2022-2023 ha giocato 24 partite nella prima divisione portoghese con la maglia del Santa Clara. In seguito ha giocato anche nella prima divisione sudcoreana.

### Nazionale
Ha giocato nella nazionale brasiliana Under-17.

## Statistiche

### Presenze e reti nei club
Statistiche aggiornate al 28 maggio 2021.
| Stagione        | Squadra         | Campionato      | Campionato | Campionato | Coppe nazionali | Coppe nazionali | Coppe nazionali | Coppe continentali | Coppe continentali | Coppe continentali | Altre coppe | Altre coppe | Altre coppe | Totale | Totale |
| Stagione        | Squadra         | Comp            | Pres       | Reti       | Comp            | Pres            | Reti            | Comp               | Pres               | Reti               | Comp        | Pres        | Reti        | Pres   | Reti   |
| --------------- | --------------- | --------------- | ---------- | ---------- | --------------- | --------------- | --------------- | ------------------ | ------------------ | ------------------ | ----------- | ----------- | ----------- | ------ | ------ |
| 2021            | Grêmio          | PD/RS+A         | 0+4        | 0          | CB              | 0               | 0               | CL+CS              | 0+3                | 0                  |             | -           | -           | 7      | 0      |
| Totale carriera | Totale carriera | Totale carriera | 4          | 0          |                 | 0               | 0               |                    | 3                  | 0                  |             | -           | -           | 7      | 0      |